# پرباله‌ماهی آفریقای غربی
پرباله‌ماهی آفریقای غربی (نام علمی: Polypterus retropinnis) نام یک گونه از سرده پرباله‌ماهی است.